# Mîkolaiivka, Henicesk
Mîkolaiivka (în ucraineană Миколаївка) este un sat în comuna Cionhar din raionul Henicesk, regiunea Herson, Ucraina.

## Demografie
Componența lingvistică a localității Mîkolaiivka
     Ucraineană (52,25%)
     Rusă (39,62%)
     Alte limbi (1,39%)
Conform recensământului din 2001, majoritatea populației localității Mîkolaiivka era vorbitoare de ucraineană (52,25%), existând în minoritate și vorbitori de rusă (39,62%) și armeană (5,71%).